# Municipio de Cojumatlán de Régules
Cojumatlán de Régules es un municipio localizado al noroeste del estado de Michoacán, en México. Forma parte de la Ciénega de Chapala,de la región 1. Lerma-Chapala y del Bajío zamorano.
Funda por el sacerdote Benjamin Rivas Toscano en el año 1879

## Toponimia
Cojumatlán procede de la palabra náhuatl cutzali o cuzamatl, que quiere decir ‘comadreja’, y la terminación tlán, ‘lugar de’, lo que se interpreta como ‘lugar de las tuzas o comadrejas’. El complemento «de Régules» recuerda al general español Nicolás de Régules, que combatió en Michoacán durante la segunda intervención francesa.

## Geografía

### Ubicación
El municipio de Cojumatlán se localiza al noroeste del estado de Michoacán, en las coordenadas 20°08'00" de latitud norte y a 102°52'30" de longitud oeste, a una altitud de 1520 metros sobre el nivel del mar en su parte baja y en las tierras medias entre el lago de Chapala y la cordillera, mientras que es un parta más alta alcanza 2100 metros sobre el nivel del mar. La cabecera municipal, Cojumatlán, se encuentra en las coordenadas de 20°07'00" latitud norte y a 102°50'00" longitud oeste.

### Extensión y límites
El municipio tiene un área de 131 km² kilómetros cuadrados, que representa el 0.65 % del total del estado. Limita al norte con el lago de Chapala, al este con los municipios de Venustiano Carranza y Sahuayo, al sur con el municipio de Marcos Castellanos, al oeste con el municipio de Tizapán el Alto, Jalisco.

### Orografía
Su relieve lo constituyen el Eje Neovolcánico, tiene infinidad de cerros por el occidente y sur del área municipal. Entre los que se destacan por su altura están: cerro de Buenos Aires, de Govea, del Divisadero, de la Laja y Picacho; en su parte poniente los cerros del Colorín, el Talayote y el Rayo. Son sierras de laderas de escarpa de falla, en la que las alturas de los montes oscilan entre los 1600 a los 2100 metros sobre el nivel del mar. El terreno es accidentado, presenta barrancas muy notables como la de Juan Diego y el Rayo. Tiene el área municipal solo 10 % de su territorio con tierras bajas que están en el nivel de los 1520 m s. n. m.

### Hidrografía
En el municipio, se constituye principalmente el lago de Chapala que se extiende desde el lado oriental, en la Parota, limítrofe con La Palma, hasta el occidente con Jalisco. Siete comunidades son ribereñas. Además constituyen su afluente en tiempo de lluvias, los riachuelos: Agua Caliente, Palo Colorado y Puerto del Rayo que confluyen al lago.

### Clima
El clima del municipio es templado, con lluvias en verano, tiene una precipitación pluvial anual de 800 milímetros cúbicos y temperaturas que oscilan entre los 10.4 a los 25.4 °C. En las partes bajas, las temperaturas son entre los 9 a los 12 °C en el tiempo más frío, mientras que en verano, la temperatura oscila entre los 25 a los 38 °C. El mes más caliente es mayo. El más frío es enero.

### Suelos
Los suelos del municipio datan de los periodos del cenozoico, cuaternario, terciario y mioceno; corresponden principalmente al tipo chernozem. La mayor parte del área municipal tiene zona denominada «sierra con ladera de escarpa de falla», por lo que tiene suelos con fases pedregosas-líticas y líticas profundas. Tiene suelos también de unidad luvisol, con fases líticas formando terrenos accidentados con pocas posibilidades de uso agrícola, cubiertas de matorrales de poco uso ganadero, tiene suelos arcillosos en la parte baja que se prestan al cultivo. Predominan las pequeñas propiedades sobre los ejidos.

### Fitogeografía
Predominan en la pradera muy poco el pastizal inducido y el natural es abundante, el resto es halófilo y se desarrolla en altitudes de los 1700 a 2000 metros. Se representa la vegetación en el municipio por el copal, huizache, yuca, maguey, pirul, oleastro, chicuito, alámo blanco, roble, nopal, palo dulce, palo bobo, jarilla. Es de considerarse importante la vegetación arbusiva, tipo cerril y comestible como: guamichil, pameas, ubalanos, ayoyote, zalate, zapote. Entre los inducidos, Cojumatlán es abundante en mango, guayabo, ciruelo, limón, lima, naranjo y otros. En los cultivos inducidos predominan las hortalizas y legumbres, cereales, frutas de huerto y raíces comestibles entre los principales.

### Fauna
La fauna la integran principalmente aves, reptiles, mamíferos, peces e insectos característicos de las regiones neártica y neotropical. Entre las aves de las riberas del lago se encuentran las garzas gallaretas, pato, pelícano, tindío, gaviota, halota, chichichuilota. En las zonas altas y medias son comunes: golondrina, agrarista, gorriones, cardenales, pecho amarillo, petirrojos, huitlacoche, mariquitas, salta paredes y otros. También son comunes los de rapiña como el falcón, zopilote, cuervos; nocturnos como la lechuza y el búho.
Entre los mamíferos están: zorrillo, tlacuache, tejón, tuzas, conejos, ardilla, armadillo, rata, gato montes, y entre los voladores, están los murciélagos de distintas variedades.
Los reptiles son abundantes en la zona alta como las serpientes, principalmente cascabel, colarillo, de uña, culebra de agua, el hocico de puerco; lagartijas y tortugas. La cercanía con el lago de Chapala hace que se capturen especies marinas como los peces: bagre, carpa, tilapia, charal, cuchillo, pescado blanco, sardina, huachinango, popocha, y otras variedades. También se captura con éxito la rana.

## Demografía
Cuenta con 10 553 habitantes, lo que representa un incremento promedio de 0.57 % anual en el período 2010-2020 sobre la base de los 9980 habitantes registrados en el censo anterior. Con una superficie de 131.1 km², al año 2020 tenía densidad de 80,5 hab/km².
| Gráfica de evolución demográfica de Municipio de Cojumatlán de Régules entre 2000 y 2020 |
|                                                                                          |
| Fuente: Instituto Nacional de Estadística Geografía e Informática                        |

En 2010, el 0.13 % de la población se reconoce como indígena.

### Localidades
En el censo de 2020 el municipio de Cojumatlán de Régules contaba con 12 localidades.
| Código INEGI    | Localidad                 | Población (2020) |
| --------------- | ------------------------- | ---------------- |
| 160740001       | Cojumatlán de Régules     | 7 251            |
| 160740004       | Palo Alto                 | 905              |
| 160740005       | Petatán                   | 488              |
| 160740010       | Rincón de María           | 343              |
| 160740002       | Callejón de la Calera     | 338              |
| 160740009       | La Puntita                | 326              |
| 160740008       | Puerto de León            | 281              |
| 160740011       | San Isidro de la Rosa     | 217              |
| 160740003       | El Nogal                  | 213              |
| 160740007       | Puerta de Cojumatlán      | 137              |
| 160740015       | La Barranca del Soromutal | 30               |
| 160740020       | La Llave                  | 24               |
| Total municipal | Total municipal           | 10 553           |

## Gastronomía
Caldo de pescado, la hueva conocida internacionalmente como caviar, charal empanizado, carnitas, birria, antojitos mexicanos, lácteos

## Fiestas
- Mayo 3. Celebración en honor del Señor del Perdón.